# Camilo Sanvezzo
Camilo da Silva Sanvezzo, noto semplicemente come Camilo (Presidente Prudente, 21 luglio 1988), è un ex calciatore brasiliano, di ruolo attaccante.

## Carriera
Camilo iniziò la sua carriera in patria nell'Oeste Paulista, successivamente vestì la maglia del Corinthians Alagoano e, nonostante le otto presenze e una rete, rimase un anno prima di intraprendere l'avventura europea. Nel 2009 fu acquistato dal Qormi, squadra maltese appartenente alla Premier League Malti. Durante la stagione 2009-2010 debuttò contro lo Sliema Wanderers segnando il gol che porta al team maltese alla vittoria. Inoltre segnò due triplette, rispettivamente al Msida Saint-Joseph e all'Hibernians. Realizzerà in totale 24 gol in 22 partite. A fine stagione il giocatore venne acquistato nel Gyeongnam, squadra della K-League. Però la sua avventura in Corea del Sud finisce presto dopo sole sette presenze. Dal 2011 viene acquistato dal Vancouver Whitecaps e rimarrà nella Major League Soccer fino al 2013, collezionando 93 presenze e siglando 39 reti, incluso una rovesciata contro i Portland Timbers che gli farà valere una nomination per il FIFA Puskás Award per il miglior gol segnato tra i gol di Diego Costa, Tim Cahill contro l'Olanda, James Rodríguez contro l'Uruguay, Robin van Persie contro la Spagna (tutti segnati durante i Mondiali 2014) e Zlatan Ibrahimović. Nel 2014 viene ceduto al Querétaro e durante la Apertura 2014 della Primera División de México diventa il capocannoniere del campionato con 12 gol (a pari merito con Mauro Boselli).

## Statistiche

### Presenze e reti nei club
Statistiche aggiornate al 25 aprile 2022.
| Stagione                   | Squadra                    | Campionato                 | Campionato | Campionato | Coppe nazionali | Coppe nazionali | Coppe nazionali | Coppe continentali | Coppe continentali | Coppe continentali | Altre coppe | Altre coppe | Altre coppe | Totale | Totale |
| Stagione                   | Squadra                    | Comp                       | Pres       | Reti       | Comp            | Pres            | Reti            | Comp               | Pres               | Reti               | Comp        | Pres        | Reti        | Pres   | Reti   |
| -------------------------- | -------------------------- | -------------------------- | ---------- | ---------- | --------------- | --------------- | --------------- | ------------------ | ------------------ | ------------------ | ----------- | ----------- | ----------- | ------ | ------ |
| 2009-2010                  | Qormi                      | PL                         | 22         | 24         | CM              | ?               | ?               |                    | -                  | -                  |             | -           | -           | 22     | 24     |
| 2010                       | Gyeongnam                  | KL                         | 7          | 0          | CCS             | 2               | 0               |                    | -                  | -                  |             | -           | -           | 9      | 0      |
| 2011                       | Vancouver Whitecaps        | MLS                        | 32         | 12         | CC              | 4               | 1               |                    | -                  | -                  |             | -           | -           | 36     | 13     |
| 2012                       | Vancouver Whitecaps        | MLS                        | 28         | 5          | CC              | 3               | 0               |                    | -                  | -                  |             | -           | -           | 31     | 5      |
| 2013                       | Vancouver Whitecaps        | MLS                        | 32         | 22         | CC              | 3               | 3               |                    | -                  | -                  |             | -           | -           | 35     | 25     |
| Totale Vancouver Whitecaps | Totale Vancouver Whitecaps | Totale Vancouver Whitecaps | 92         | 39         |                 | 10              | 4               |                    | -                  | -                  |             | -           | -           | 102    | 43     |
| gen.-giu. 2014             | Querétaro                  | LMX                        | 8          | 3          | CM              | 2               | 0               |                    | -                  | -                  |             | -           | -           | 10     | 3      |
| 2014-2015                  | Querétaro                  | LMX                        | 17         | 12         | CM              | 2               | 1               |                    | -                  | -                  |             | -           | -           | 19     | 13     |
| 2015-2016                  | Querétaro                  | LMX                        | 3          | 1          | CM              | 0               | 0               | CCL                | 1                  | 0                  |             | -           | -           | 4      | 1      |
| 2016-2017                  | Querétaro                  | LMX                        | 29         | 13         | CM              | 11              | 7               |                    | -                  | -                  |             | -           | -           | 40     | 20     |
| 2017-2018                  | Querétaro                  | LMX                        | 28         | 11         | CM              | 9               | 3               |                    | -                  | -                  | SM          | 0           | 0           | 37     | 14     |
| 2018-2019                  | Querétaro                  | LMX                        | 33         | 13         | CM              | 5               | 3               |                    | -                  | -                  |             | -           | -           | 38     | 16     |
| Totale Querétaro           | Totale Querétaro           | Totale Querétaro           | 118        | 53         |                 | 29              | 14              |                    | 1                  | 0                  |             | 0           | 0           | 148    | 67     |
| 2019-2020                  | Club Tijuana               | LMX                        | 20         | 6          | CM              | 3               | 4               |                    | -                  | -                  |             | -           | -           | 23     | 10     |
| 2020-2021                  | Mazatlán                   | LMX                        | 27         | 13         |                 | -               | -               |                    | -                  | -                  |             | -           | -           | 27     | 13     |
| 2021-gen. 2022             | Mazatlán                   | LMX                        | 13         | 8          |                 | -               | -               |                    | -                  | -                  |             | -           | -           | 13     | 8      |
| Totale Mazatlán            | Totale Mazatlán            | Totale Mazatlán            | 40         | 21         |                 | 0               | 0               |                    | -                  | -                  |             | -           | -           | 40     | 21     |
| gen.-giu. 2022             | Toluca                     | LMX                        | 16         | 3          |                 | -               | -               |                    | -                  | -                  |             | -           | -           | 16     | 3      |
| Totale carriera            | Totale carriera            | Totale carriera            | 315        | 146        |                 | 44              | 22              |                    | 1                  | 0                  |             | 0           | 0           | 360    | 168    |

## Palmarès

### Club

#### Competizioni nazionali
- Copa MX: 1

Querétaro: Apertura 2016

### Individuale
- Capocannoniere della Premier League Malti: 1

2009-2010 (24 gol)